# Thomas Maley Harris
Pour les articles homonymes, voir Thomas Harris (homonymie).
Thomas Maley Harris (1817-1906) est un médecin et général de l'Union au cours de la guerre de Sécession.

## Avant la guerre
Né et élevé à Harrisville, en Virginie (qui fait maintenant partie de la Virginie-Occidentale), Harris prévoit à l'origine d'être enseignant, mais il change de carrière pour faire des études de médecine. Il obtient son diplôme de médecine du Louisville Medical College en 1843 et retourne en Virginie pour pratiquer la médecine jusqu'en 1861 ; il ferme son cabinet lorsque la guerre de Sécession éclate.

## Guerre de Sécession
Pendant la guerre, Harris commande le 10th West Virginia Infantry dans la vallée de Shenandoah, puis une brigade et une division au cours de la campagne de la vallée de la Shenandoah de Philip Sheridan de 1864. Il est breveté brigadier général pour son service à la bataille de Cedar Creek le 19 octobre 1864.
Il est transféré dans l'armée de la James et prend le commandement d'une division de renforts envoyés par le département de Virginie-Occidentale, affecté au XXIVe corps. Il est promu de brigadier général en mars 1865 et breveté major-général pour son service à la bataille de fort Gregg le 2 avril 1865. Ses troupes sont parmi celles qui sont directement responsables d'avoir coupé la ligne de retraite de Robert E. Lee à Appomattox Court House. À la suite de la reddition confédérée à Appomattox, Harris sert dans la commission militaire qui juge conspirateurs contre Lincoln. Après le procès, le général Harris écrit deux livres sur les preuves et les procédures du procès : Assassination of Lincoln: A History of the Great Conspiracy, Trial of the Conspirators by a Military Commission, and a Review of the Trial of John H. Surratt, 1892; et plus tard Rome's Responsibility for the Assassination of Abraham Lincoln, 1897.

## Après la guerre
Après la guerre, Harris est  élu à l'assemblée législative de Virginie-Occidentale et est nommé un adjoint général de la milice de l'état et agent des pensions des États-Unis pour Wheeling, en Virginie-Occidentale. Il reprend sa pratique médicale jusqu'à sa retraite en 1885.